# 沙拉湖
沙拉湖（Lake Shala或Lake Shalla）是埃塞俄比亞南部的湖泊。湖長28公里、闊12公里，湖泊面積329平方公里，最大深度226米，海拔1,558米。
沙拉湖由溫泉包圍，湖邊的泥土因侵蝕作用和地震而到處裂痕。溫泉的蒸氣使湖泊附近充滿霧氣。湖泊南部，有不同品種的鳥類和火烈鳥棲息。